# サプライズ・モリリ
サプライズ・モリリ（Surprise Mohlomolleng Moriri、1980年3月20日 - ）は、南アフリカ共和国の元サッカー選手。元南アフリカ代表。ポジションはミッドフィールダー。

## 経歴
2006年に南アフリカ代表デビュー。アフリカネイションズカップ2008や自国開催の2010 FIFAワールドカップにも出場した。南アフリカ代表として通算34試合に出場、5得点をあげた。

## 代表歴

### 出場大会
- 南アフリカ代表
  - 2010 FIFAワールドカップ

### 試合数
- 国際Aマッチ 34試合 5得点（2006年-2010年）[1]

| 南アフリカ代表 | 国際Aマッチ | 国際Aマッチ |
| 年             | 出場        | 得点        |
| -------------- | ----------- | ----------- |
| 2006           | 4           | 0           |
| 2007           | 6           | 1           |
| 2008           | 12          | 2           |
| 2009           | 4           | 0           |
| 2010           | 8           | 2           |
| 通算           | 34          | 5           |